# Marići
Marići (dewanagari मरीचि trl. marīci, ang. Marichi, tłum.  promień światła) – jeden z synów Brahmy, starożytny natchniony mędrzec indyjski (ryszi - dewanagari ऋषि. trl. ṛṣi, ang. rishi).
Niemal wszystkie Purany wychwalają go.
Mędrzec Marići nauczał zasad sprawiedliwości. Czasami wydaje też werdykty na dworze Indry.
Powierzono mu honorową rolę mówcy podczas jadźńy przeprowadzanej przez Brahmę w Puszkar.
Brahma przekazał właśnie jemu składającą się z 10 tysięcy wersów Brahmapuranę.
Niektórzy spośród synów Brahmy, jak Sanaka (dewanagari सनक) i inni, nie są związani z naszym światem, podczas gdy Marići i jego potomkowie są z nim związani.
Jego aśram znajduje się w jednym ze szczytów wokół góry Sumeru.

## Rodzina i postacie powiązane

### Pochodzenie
- Zgodnie z Wisznupuraną[4] i Kurmapuraną[5] oraz naukami Guru adźapajogi[6] mędrzec Marići jest jednym z dziewięciu, stworzonych przez Brahmę w pierwszej manwantarze, wielkich starożytnych mędrców zwanych nawabrahmarszimi (dziewięcioma brahmarszimi). Pozostałych ośmiu to: Bhrygu, Angiras, Pulastja, Pulaha, Kratu, Daksza, Atri i Wasisztha.
- Mędrzec Marići jest jednym z pradźapatich (dewanagari प्रजापति, trl. prajāpati, ang. Prajapati, tłum. pan stworzeń, praojciec ludzkości, obrońca życia) oraz manasaputra - zrodzonym z umysłu Brahmy. Brahma po prostu powołał go do istnienia swoim pragnieniem, aby towarzyszył mu w procesie tworzenia.
- W Puranach można odnaleźć podania, iż Marići narodził się w cudowny sposób z duszy[7] lub umysłu Brahmy[8].

### Żony i potomstwo
- Marići będąc jednym z pierwszych brahmarszich brał udział w zaludnianiu świata kreowanego przez Ojca. Miał kilka żon i wiele dzieci. Między innymi żonami Marićiego były:

- - Sambhuti (dewanagari संभूति, trl. saṃbhūti, ang. Shambhuti) – córka brahmarsziego Dakszy[9]. Ich synem był Paurnamasa (dewanagari पौर्णमास, trl. paurṇamāsa)[10],
  - Dharmawrata (dewanagari धर्मव्रत, trl. dharmavrata) – córka mędrca o imieniu Dharma i jego żony Wiśwarupy (dewanagari विश्वरूप, trl. viśvarūpa). Aby zdobyć dla siebie odpowiedniego męża, takiego jak mędrzec Marići, Dharmawrata za radą swojego ojca Dharmy intensywnie medytowała w tej intencji. Marići, będąc zadowolony z jej postawy zaakceptował ją i poprosił Dharmę o zgodę na to aby Dharmawrata została jego żoną,
  - Kala (dewanagari कला, trl. kalā) córka Kardamy muniego (dewanagari Kardama - कर्दम, trl. kārdama) oraz jego żony Dewahuti (dewanagari देवहूति, trl. devahūti, ang. Devahuti). Mieli oni dwóch synów imieniem Kaśjapa i Purnima (dewanagari पूर्णिमा, trl. pūrṇimā)[11].

- Marići z innymi żonami miał również wielu potomków, którzy są naszymi prarodzicami. Pobłogosławili oni ten świat, a od ojca odziedziczyli prawo tworzenia i posiadają najwyższe moce, by kontrolować rozwój świata[2].

- Mędrzec Marići uważany jest również za ojca jednej z siedmiu boskich grup pitr zwanej agniszwattami (dewanagari अग्निष्वात्त, trl. agniṣvātta, ang. Agnishvatta)[12][13].

## Recepcja w literaturze hinduistycznej
- Marići jest wiele razy wspominany w Wedach i czczony w niemal wszystkich Puranach[14].
- W Bhawadgicie Kryszna mówi o mędrcu Marićim: "Jestem Wisznu pośród Aditjów, Marićim pośród Marutów, ..."[15].
- W Mahabharacie nazywany jest Ćitra Szikhandi[potrzebny przypis].
- Mahabharata i Śiwapurana wspominają, iż Marići jest jednym z saptarszich.

## Inne informacje

Asteryzm Wielkiego Wozu

| Saptarszi | Oznaczenie Bayera | Tradycyjna nazwa zachodnia |
| --------- | ----------------- | -------------------------- |
| Kratu     | α UMa             | Dubhe                      |
| Pulaha    | β UMa             | Merak                      |
| Pulastja  | γ UMa             | Phecda                     |
| Atri      | δ UMa             | Megrez                     |
| Angiras   | ε UMa             | Alioth                     |
| Wasisztha | ζ UMa             | Mizar                      |
| Marići    | η UMa             | Alkaid                     |

### Astrologia indyjska
Astrologia indyjska przypisuje gwiazdom układu Wielkiego Wozu imiona poszczególnych saptarszich. Dlatego układ tych gwiazd często nazywany jest Saptarszi Mandala (dewanagari मण्डल, trl. maṇḍala, tłum. symbol). Pierwsza gwiazda dyszla według tejże astrologii opisywana jest jako Marići, a według astrologii zachodniej jako Alkaid lub Benetnash.

## Klątwa rzucona przez Marićiego na żonę Dharmawratę
Pewnego dnia mędrzec Marići wybrał się do lasu aby nazbierać drewna i kwiatów. Powrócił do domu bardzo zmęczony i powiedział do swojej żony Dharmawraty: 'Jestem bardzo zmęczony. Umyj mi moje stopy dzisiaj'. Dharmawrata spełniła życzenie swojego męża i zaczęła obmywać jego stopy. Nagle zjawił się w ich domu Brahma. Dharmawrata nie wiedziała co ma zrobić. Czy kontynuować obmywanie stóp męża, cz też natychmiast zająć się zgodnie z tradycją swoim teściem. Aby oddać należny szacunek Brahmie zajęła się nim pozostawiając swojego męża. Marići bardzo zdenerwował się postawą swojej żony i przeklął ją mówią, że zamieni się w kamień. Dharmawrata była bardzo strapiona tą sytuacją. Aby zrzucić z siebie klątwę męża przez wiele lat praktykowała tapas. Kiedy Wisznu i inni bogowie dostrzegli wysiłek Dharmawraty pojawili się przed nią i powiedzieli, że chcą ją nagrodzić za to. Dharmawrata poprosiła, aby klątwa rzucona przez jej męża została uchylona. Jednak bogowie wyjaśnili iż Marići jest potężnym mędrcem i nie mogą uchylić jego klątwy. Powiedzieli, że uczynią Dharmawratę bardzo świętym kamieniem, pożądanym nawet przez bogów. Obiecali jej, że bóg zawsze będzie wewnątrz tego kamienia. To jest właśnie ten kamień, który został umieszczony na ciele demona Gajasury.

## Recepcja w nurtach hinduistycznych

### Adźapajoga

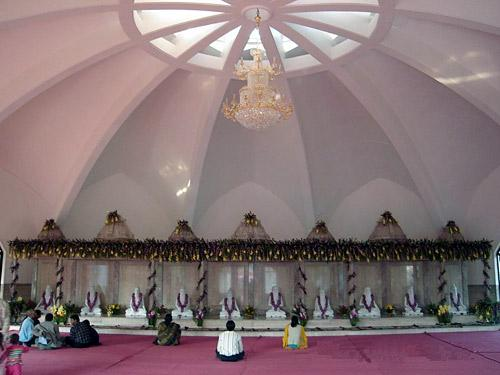
Wnętrze Świątyni Dziewięciu Brahmarszich w aśramie adźapajogi w Jamshedpurze w Indiach.

Guru adźapajogi nauczają, iż technika praktyki jogi zwanej adźapą wywodzi się od dziewięciu synów Brahmy zwanych nawabrahmarszimi. Zgodnie z tą tradycją jednym z brahmarszich jest Marići. Wszyscy ci brahmarszi biorą udział w kreacji wszechświata i otaczają go swoją opieką. Mając na uwadze powyższe aspekty Guru Janardan Paramahansa, około roku 1970, postanowił stworzyć świątynię ku ich czci. Wizja Guru Janardana została zrealizowana w 1976 roku. Na terenie aśramu adźapajogi w Dimna koło Jamshedpur w Indiach, powstała pierwsza na świecie świątynia poświęcona wszystkim dziewięciu brahmarszim. Następca Guru Janardana, Guru Prasad Paramahansa, około 2001 roku postanowił dokonać przebudowy istniejącej świątyni. Uroczyste otwarcie odnowionej świątyni nastąpiło w dniu 24 grudnia 2006 roku, jest ona wzorowana w swoim wyglądzie na świątyni w Siddhaśramie (dewanagari सिद्धाश्रम, trl. siddhāśrama). Świątynia ta zwana jest Rishi Mandir czyli Świątynia Ryszich.